# Morimus asper gazanchidisi
Morimus asper gazanchidisi es una subespecie de escarabajo longicornio perteneciente al género Morimus, categorizada en la tribu Lamiini, de la subfamilia Lamiinae. Fue descrita por Danilevsky en 2019.
El período de actividad en los ejemplares adultos se presenta durante los meses de mayo y junio.

## Descripción
Mide 26-35 mm de longitud.

## Distribución
Se distribuye por Europa: en Grecia.